# Lawrence Kinnard
Lawrence Kinnard (Memphis, 8 luglio 1986) è un ex cestista statunitense.